# Leibnitz (huyện)
Bezirk Leibnitz là một huyện của bang Styria ở Áo.

## Các đô thị
Các thị xã (Städte) bằng chữ đậm; các phố thị (Marktgemeinden) bằng chữ xiên, các khu ngoại ô, làng và các đơn vị khác của một đô thị được hiển thị bằngchữ nhỏ.
- Allerheiligen bei Wildon
  - Großfeiting, Kleinfeiting, Pesendorf, Pichla, Schwasdorf, Siebing
- Arnfels
  - Maltschach
- Berghausen
  - Ewitsch, Wielitsch, Zieregg
- Breitenfeld am Tannenriegel
- Ehrenhausen
- Eichberg-Trautenburg
  - Kranach
- Empersdorf
  - Liebensdorf
- Gabersdorf
  - Landscha an der Mur, Neudorf an der Mur, Sajach
- Gamlitz
  - Eckberg, Grubtal, Kranach, Labitschberg, Sernau, Steinbach
- Glanz an der Weinstraße
  - Fötschach, Glanz, Langegg, Pößnitz
- Gleinstätten
  - Haslach, Prarath
- Gralla
- Großklein
  - Burgstall, Goldes, Mantrach, Mattelsberg, Nestelbach, Nestelberg, Oberfahrenbach
- Hainsdorf im Schwarzautal
  - Matzelsdorf, Techensdorf
- Heiligenkreuz am Waasen
  - Felgitsch
- Heimschuh
  - Kittenberg, Muggenau, Nestelberg, Pernitsch, Unterfahrenbach
- Hengsberg
  - Flüssing, Kehlsdorf, Komberg, Kühberg, Leitersdorf, Matzelsdorf, Schönberg an der Laßnitz, Schrötten an der Laßnitz
- Kaindorf an der Sulm
  - Grottenhof, Kaindorf an der Sulm, Kogelberg
- Kitzeck im Sausal
  - Brudersegg, Einöd, Fresing, Gauitsch, Greith, Neurath, Steinriegel
- Lang
  - Dexenberg, Göttling, Jöß, Langaberg, Schirka, Stangersdorf
- Lebring-Sankt Margarethen
  - Bachsdorf, Lebring, Sankt Margarethen bei Lebring
- Leibnitz
- Leutschach
- Oberhaag
  - Altenbach, Hardegg, Kitzelsdorf, Krast, Lieschen, Obergreith
- Obervogau
- Pistorf
  - Dornach, Maierhof, Sausal
- Ragnitz
  - Badendorf, Edelsee, Gundersdorf, Haslach an der Stiefing, Laubegg, Oberragnitz, Oedt, Rohr
- Ratsch an der Weinstraße
  - Ottenberg
- Retznei
  - Unterlupitscheni
- Sankt Andrä-Höch
  - Brünngraben, Fantsch, Höch, Neudorf im Sausal, Reith, Rettenberg, Sankt Andrä im Sausal, Sausal
- Sankt Georgen an der Stiefing
  - Baldau, Gerbersdorf, Kurzragnitz, Lappach, Prentern, Stiefing, Stiefingberg
- Sankt Johann im Saggautal
  - Eichberg, Gündorf, Narrath, Praratheregg, Radiga, Saggau, Untergreith
- Sankt Nikolai im Sausal
  - Flamberg, Greith, Grötsch, Lamperstätten, Mitteregg, Mollitsch, Oberjahring, Petzles, Unterjahring, Waldschach
- Sankt Nikolai ob Draßling
  - Hütt, Leitersdorf, Marchtring
- Sankt Ulrich am Waasen
  - Wutschdorf
- Sankt Veit am Vogau
  - Labuttendorf, Lind, Lipsch, Neutersdorf, Rabenhof, Wagendorf
- Schloßberg
  - Großwalz, Remschnigg
- Seggauberg
  - Oberlupitscheni, Rettenbach, Schönegg
- Spielfeld
  - Graßnitzberg, Obegg
- Stocking
  - Afram, Alla, Aug, Hart bei Wildon, Neudorf, Sukdull
- Straß in Steiermark
  - Gersdorf an der Mur
- Sulztal an der Weinstraße
  - Sulztal
- Tillmitsch
  - Altenberg bei Leibnitz, Grössing, Maxlon, Neutillmitsch, Steingrub
- Vogau
- Wagna
  - Aflenz an der Sulm, Hasendorf an der Mur, Leitring
- Weitendorf
  - Kainach bei Wildon, Lichendorf, Neudorf ob Wildon
- Wildon
- Wolfsberg im Schwarzautal
  - Marchtring, Wölferberg

| sửa | Thành phố và huyện (Bezirke) của Steiermark | Flag of Austria |
| \| \| Graz Bruck-Mürzzuschlag \\| Deutschlandsberg \\| Graz-Umgebung \\| Hartberg-Fürstenfeld \\| Leibnitz \\| Leoben \\| Liezen \\| Murau \\| Murtal \\| Südoststeiermark \\| Voitsberg \\| Weiz \| | |                 |
| Styria map | Graz Bruck-Mürzzuschlag \| Deutschlandsberg \| Graz-Umgebung \| Hartberg-Fürstenfeld \| Leibnitz \| Leoben \| Liezen \| Murau \| Murtal \| Südoststeiermark \| Voitsberg \| Weiz |                 |